# Skákfélagið Huginn
Skákfélagið Huginn – islandzki klub szachowy z siedzibą w Reykjavíku, trzykrotny mistrz kraju.

## Historia
Klub powstał 25 września 2013 roku w wyniku połączenia Goðinn-Mátar i Taflfélagið Hellir. Początkowo nosił nazwę GM-Hellir. W sezonie 2013/2014 zespół zdobył wicemistrzostwo Islandii, ulegając jedynie Víkingaklúbburinn. W maju 2014 roku dokonano zmiany nazwy klubu na Skákfélagið Huginn, a we wrześniu tego samego roku klub zadebiutował w Pucharze Europy. W europejskich rozgrywkach islandzki zespół wygrał z Adare Chess Club, Werderem Brema, CE de Bois-Colombes i Haladásem VSE Szombathely, a przegrał z Małachitem Jekaterynburg, 1. Novoborským ŠK i Wieśninką Mińsk. W klasyfikacji końcowej klub uzyskał 18. miejsce. W sezonie 2014/2015 klub zdobył pierwsze w swojej historii mistrzostwo kraju. W składzie drużyny znajdowali się wówczas m.in. Iwan Czeparinow, Gawain Jones, Robin van Kampen, Eric Hansen, Hjörvar Steinn Grétarsson, Stefán Kristjánsson, Helgi Áss Grétarsson, Þröstur Þórhallsson i Lenka Ptáčníková. Rok później zespół obronił tytuł mistrzowski, a w sezonie 2016/2017 zdobył trzecie mistrzostwo z rzędu. W latach 2018–2019 klub zajął drugie miejsce w lidze, za Víkingaklúbburinn. W sezonie 2019/2021 uzyskał natomiast trzecie miejsce. Klub nie przystąpił do rozgrywek ligowych sezonu 2021/2022.

## Arcymistrzowie w historii klubu
- Iwan Czeparinow[6]
- Helgi Áss Grétarsson[17]
- Hjörvar Steinn Grétarsson[6]
- Jon Ludvig Hammer[18]
- Eric Hansen[6]
- Gawain Jones[17]
- Stefán Kristjánsson[6]
- Karen Mowsisjan[19]
- Helgi Ólafsson[18]
- Hannes Stefánsson[20]
- Þröstur Þórhallsson[17]
- Robin van Kampen[17]